# Слатка мала тајна
Слатка мала тајна (енгл. A Simple Favor) амерички је црно-хумористички криминалистички трилер филм из 2018. године, редитеља Пола Фига, по сценарију Џесике Шарзер, темељен на роману Мило за драго, ауторке Дарси Бел. Главне улоге играју Ана Кендрик, Блејк Лајвли, Хенри Голдинг, Ендру Ранелс, Линда Карделини, Руперт Френд и Џин Смарт, а прати влогерку из малог града која покушава да реши нестанак своје мистериозне и елегантне пријатељице.
Филм је објављен 14. септембра 2018. године у Сједињеним Државама, дистрибутера Lionsgate-а. Филм је објављен 13. септембра у Србији, дистрибутера Blitz Film & Video Distribucija. Критичари су похвалили обрте заплета, као и наступе Кендрикове, Лајвлијеве и Голдинга. Филм је зарадио 97 милиона долара широм света, наспрам буџета од 20 милиона долара.

## Радња
Самохрана мајка, Стефани Смотерс, која је удовица, води влог који садржи рукотворине и рецепте за родитеље. Она се спријатељи са Емили Нелсон, PR директорком једног модног предузећа, и уз мартиније размењују признања. Стефани каже да је као тинејџерка имала секс са својим полубратом, Крисом. Емили је фрустрирана неуспехом њеног супруга, професора енглеског Шона Таунсенда, и њиховом лошом финансијском ситуацијом.
Стефани чува Емилиног сина док је Шон у Лондону. Након два дана, док Емили није узвраћала позиве, Стефани сазнаје од Емилиног шефа, Дениса Најлона, да је Емили у Мајамију. Стефани зове Шона, који контактира полицију. Покушавајући да реши овај  нестанак, Стефани прави летке за несталу особу користећи фотографију Емили коју је нашла скривену на њеном столу на послу.
Детектив Самервил извештава да је Емили лагала о лету за Мајами, а њено удављено тело је откривено у језеру у летњем кампу у Мичигену. Стефани и Шон деле своју тугу и започињу сексуалну везу. Самервил открива Стефани да је Емили имала озбиљно оштећење јетре, велику количину хероина у свом организму и да је Шон недавно склопио животно осигурање од 4 милиона долара за Емили.
Стефани добија увредљиву поруку, очигледно од Емили, о њеној вези са полубратом. Стефани се присећа да је њен покојни муж сумњао у њено неверство и да је можда намерно изазвао саобраћајну несрећу у којој су погинули и он и Крис. Истражујући Емилину прошлост, Стефани упознаје Дајану Хајланд, која је насликала Емилин портрет. Дајана каже да је слика заправо њена муза Клаудија, коју описује као преваранткиљу која је нестала. Дајанине информације воде Стефани до годишњака који приказује Емили као Хоуп Макланден, са идентичном близанакињом по имену Фејт Макланден. Њихова мајка, Маргарет, објашњава да су близнакиње са 16 година запалиле кућу и убиле свог оца. У међувремену, Емили изненади Шона и каже му да планира да прикупи новац од осигурања и напусти земљу.
Стефани успева да се састане са Емили, која објашњава да су она и њена сестра подметнуле пожар како би убиле свог насилног оца. Сестре су побегле одвојено са планом да се касније поново састану, али се Фејт није појавила. Емили је изградила каријеру и породицу када се, 14 година касније, Фејт поново појавила. Сада зависница од алкохола и хероина, претила је да ће испричати о убиству ако јој Емили не плати милион долара. Емили је удавила Фејт у језеру, али говори Стефани да је она извршила самоубиство и да је Шон планирао превару са осигурањем.
Емили и Стефани су обе љуте Шоновом везом са другом и намештају му да је злостављао Емили. Шон је ухапшен и пуштен уз кауцију. Стефани се предомисли и инсценира свађу са Шоном пред Емили да би је оптужила, док снимају микрофони подметнути полицији. Она лажира да је упуцала Шона. Емили, пошто је предвидела њихову превару и онеспособила микрофоне, признаје своје злочине док их држи на нишану, говорећи да ће инсценирати њихово убиство-самоубиство. Пуцајући Шону у раме, она окреће пиштољ на Стефани, која открива да је на њој скривена камера која уживо емитује цео догађај на њеном влогу. Емили покушава да побегне, али је ударио аутомобил који је возио Стефанин пријатељ, Дарен. Одмах затим је ухапшена.
Завршни текст каже да је Емили осуђена на 20 година затвора. Шонов други роман био је бестселер и он је постао успешан професор на Берклију. Стефани излази са другим мушкарцем. Њен влог има милион пратилаца и развија се као ТВ емисија, а она је хонорарни приватни детектив. У сцени усред заслуга, Емили се види како побеђује у кошаркашкој утакмици у затвору.

## Улоге
| Глумац          | Улога                                          |
| --------------- | ---------------------------------------------- |
| Ана Кендрик     | Стефани Смотерс                                |
| Блејк Лајвли    | Емили Нелсон / Хоуп Макланден / Фејт Макланден |
| Хенри Голдинг   | Шон Таунсенд                                   |
| Ендру Ранелс    | Дарен                                          |
| Линда Карделини | Дајана Хајланд                                 |
| Дастин Милиган  | Крис                                           |
| Џим Смарт       | Маргарет Макланден                             |
| Руперт Френд    | Денис Најлон                                   |
| Ерик Џонсон     | Дејвис Смотерс                                 |
| Башир Салахудин | детектив Самервил                              |
| Апарна Нанчерла | Сона                                           |
| Џошуа Сатине    | Мајлс Смотерс                                  |
| Ијан Хо         | Ники Нелсон                                    |
| Кели Макормак   | Стејси                                         |
| Сара Бејкер     | Меријен Челковски                              |
| Мелиса О’Нил    | Бет                                            |
| Пети Харисон    | Кико                                           |